# Drugavci
Drugavci su naseljeno mjesto u gradu Zenici, Federacija Bosne i Hercegovine, BiH.
Nalazi se kod ušća Seočke rijeke u Babinu rijeku.

## Stanovništvo

### 1991.
Nacionalni sastav stanovništva 1991. godine, bio je sljedeći:
ukupno: 312
- Muslimani - 310 (99,36%)
- ostali - 2 (0,64%)

### 2013.
Nacionalni sastav stanovništva 2013. godine, bio je sljedeći:
ukupno: 264
- Bošnjaci - 262 (99,24%)
- Hrvati - 2 (0,76%)